# Rodolfo di Domfront
Rodolfo di Domfront o Raule (Domfront, ... – 1142) è stato il patriarca latino di Antiochia dal 1135 al 1142.
Nato a Domfront, arcivescovo di Mamistra (l'antica Mopsuestia) in Cilicia, fu tumultuosamente eletto per succedere a Bernardo. Abituato all'uso delle armi e alla vita lussuosa, avrebbe trattato con durezza e alterigia il suo clero e il suo popolo. Rendendosi conto del clima ostile, entrò nelle grazie della principessa Alice, vedova di Boemondo II, con la promessa di farla sposare con Raimondo, figlio del conte di Poitiers, mentre avrebbe fatto modo di far sposare quest'ultimo con Costanza, figlia di Alice. Per tenere Raimondo sotto la sua dipendenza, gli richiese giuramento di fedeltà quale suo signore, prima di celebrare il matrimonio che doveva fruttargli il principato di Antiochia. Poggiando sulla tradizione che vuole san Pietro come vescovo di Antiochia prima che di Roma, avrebbe peccato in arroganza rivaleggiando con il papa. Si inimicò anche Raimondo, che si alleò con i canonici e i primari di Antiochia per denunciarlo alla Santa Sede. Rodolfo si recò a Roma, da cui giunse l'ordine di una tregua delle parti in causa fino all'arrivo di un legato. In tal veste nel 1139 fu inviato Pietro, arcivescovo di Lione per esaminare la questione; recatosi prima a Gerusalemme per devozione, morì durante il viaggio il 29 maggio 1139. Gli avversari del patriarca decisero così di affidarsi alla clemenza del nemico. Rodolfo, convinto di aver riconquistato l'alleanza del principe, preferiva farsi giudicare, così si recò ancora a Roma per richiedere un nuovo legato. Nel 1141 Alberico, vescovo di Ostia, giunse ad Antiochia di Siria e vi presiedette a fine novembre un concilio, che finì col deporre Rodolfo. Il principe di Antiochia lo fece rinchiudere in un monastero. Dopo alcuni mesi di prigionia, Rodolfo riuscì a fuggire e ritornare a Roma, dove si riconciliò con la Santa Sede. Ripartì per la Siria ma morì durante il viaggio.